# Eugeniusz Butyter
Eugeniusz Józef Butyter (ur. 2 marca 1892 w Jarosławiu, zm. 12 czerwca 1966 w Rzeszowie) – polski wojskowy, porucznik armii austro-węgierskiej, podpułkownik Wojska Polskiego, uczestnik I wojny światowej, wojny polsko-czechosłowackiej oraz II wojny światowej, komendant Powiatowej Komendy Uzupełnień w Rzeszowie w latach 1930–1939.

## Życiorys

### Pochodzenie
Urodził się 2 marca 1892 roku w Jarosławiu jako najstarszy syn podoficera cesarsko-królewskiej armii Grzegorza Butytera oraz Franciszki z Zahutów. Został ochrzczony 20 marca w obrządku rzymskokatolickim w jarosławskiej kolegiacie Bożego Ciała. Miał siedmioro młodszego rodzeństwa, w tym Emila Butytera (1893–1942) – malarza; oraz, po powtórnym zamążpójściu matki, Mieczysława Mielecha (1907–1940) – podporucznika rezerwy Wojska Polskiego, zamordowanego w zbrodni katyńskiej.

### W armii austro-węgierskiej
Jego ojciec zmarł już w 1898 roku. Eugeniusz Butyter został wykształcony wraz z bratem Emilem dzięki wsparciu władz austro-węgierskich. Uczył się m.in. w Kőszeg, Mährische Weißkirchen, a także w lwowskim Korpusie Kadetów, który ukończył w roku 1912. Rozpoczął służbę w armii austro-węgierskiej. Po wybuchu I wojny światowej, z dniem 5 sierpnia 1914 został mianowany podporucznikiem z przydziałem do 19 pp Obrony Krajowej. Uczestniczył w drugiej bitwie pod Lwowem, a następnie był członkiem załogi twierdzy Przemyśl (dowódca fortu). Po jej upadku, w marcu 1915 roku, został wzięty do rosyjskiej niewoli. Był przetrzymywany m.in. w Astrachaniu i Bugurusłanie. W lipcu 1918 wraz z trzema współwięźniami zorganizował ucieczkę i powrócił na Podkarpacie. Urlopowany przebywał u matki w Krośnie.

### Wojsko Polskie

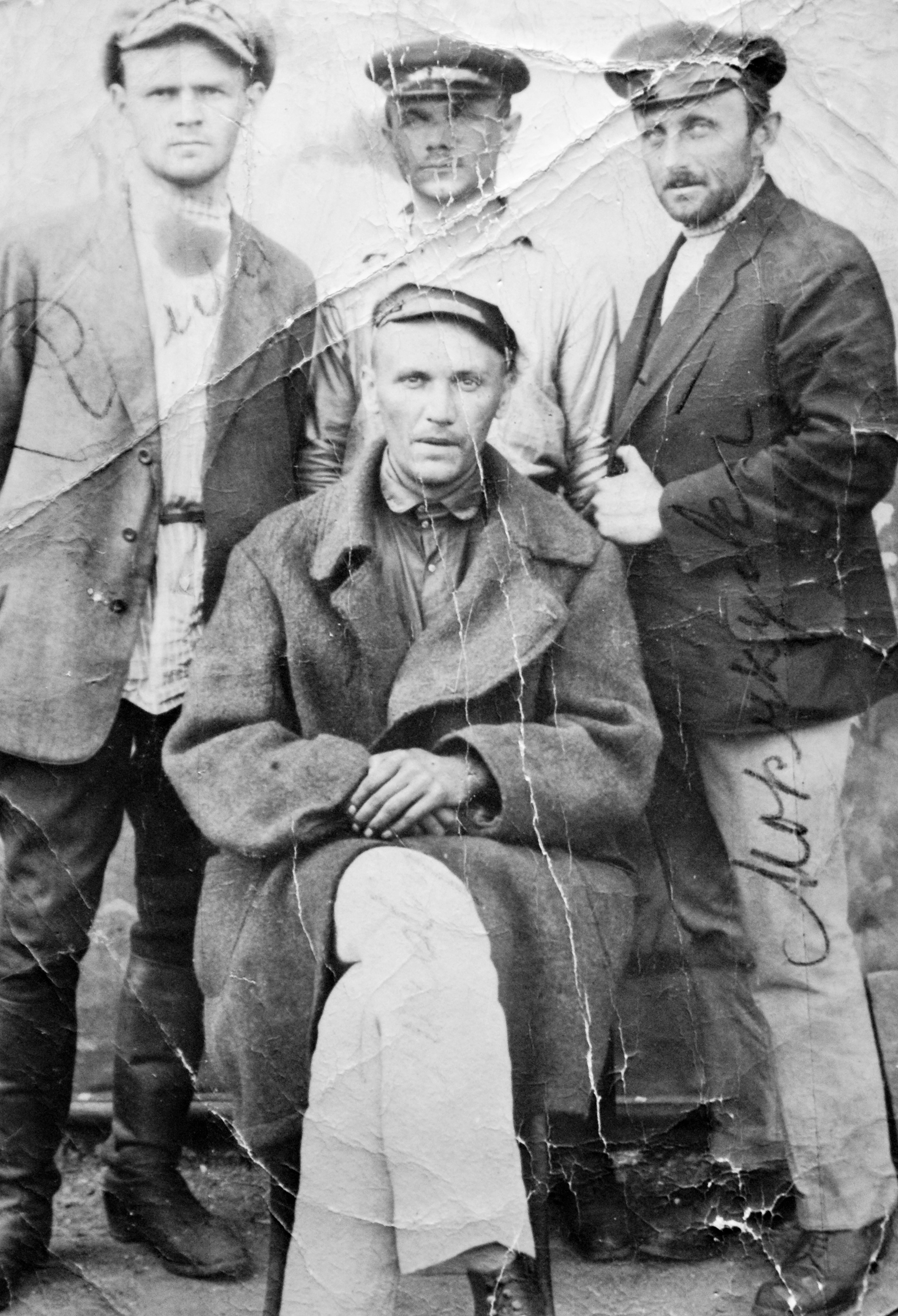
Eugeniusz Butyter z towarzyszami ucieczki z niewoli rosyjskiej, 1918 r.

Na przełomie października i listopada 1918 roku zorganizował w Jedliczach oddział wojskowy zabezpieczający tamtejszą rafinerię przed rabunkiem i zniszczeniem. Następnie służył w szeregach Wojska Polskiego jako oficer 7. kompanii 17. pułku piechoty, z którą wiosną 1919 roku walczył w obronie granicy polsko-czechosłowackiej w okolicy Dziećmorowic, Bogumina i Skoczowa pod dowództwem generała Franciszka Latinika.
Od lipca 1919 pełnił funkcję pierwszego adiutanta baonu zaopatrzenia w 1 Pułku Strzelców Podhalańskich w Nowym Sączu, gdzie następnie był szefem wyszkolenia. W lipcu 1920 walczył jako dowódca batalionu zapasowego w rejonie Płocka, Płońska i Nowego Dworu. Jednostka ta później weszła w skład Lidzkiego Pułku Strzelców, w którym Butyter pozostał do marca 1921. Następnie objął stanowisko I referenta Powiatowej Komendy Uzupełnień w Łucku.
Od 1924 roku był na stanowisku dowódcy kompanii w 24. łuckim pułku piechoty. W 1928 został awansowany na majora i otrzymał przydział do Departamentu Piechoty Ministerstwa Spraw Wojskowych. W 1929 roku z powodów rodzinnych wystarał się jednak o przeniesienie do sztabu VIII Dowództwa Okręgu Korpusu w Toruniu, skąd skierowano go w końcu grudnia 1930 roku do pełnienia funkcji komendanta Powiatowej Komendy Uzupełnień w Rzeszowie. Funkcję tę pełnił do roku 1939.
Bezskutecznie starał się o odznaczenie Krzyżem Niepodległości. W 1938 otrzymał Złoty Krzyż Zasługi. W ramach ordynacji wyborczej obowiązującej od 1934 roku dwukrotnie był członkiem wojewódzkiego kolegium wyborczego w wyborach do senatu (rzeszowski okręg wyborczy nr 78).
We wrześniu 1939 roku jako jeden z ostatnich wojskowych opuścił Rzeszów, kierując wywozem dokumentacji wojskowej. M.in. przez Rohatyn przedostał się 19 września na Węgry, gdzie został internowany. Translokowany między obozami (m.in. w Ipolyhídvég i Zalaszentgrót) przebywał na Węgrzech do stycznia 1945, kiedy to został przewieziony na teren III Rzeszy. Po kilku przeniesieniach trafił do Stalagu III-D/517 w Genshagen wyzwolonego przez wojska radzieckie 23 kwietnia 1945.

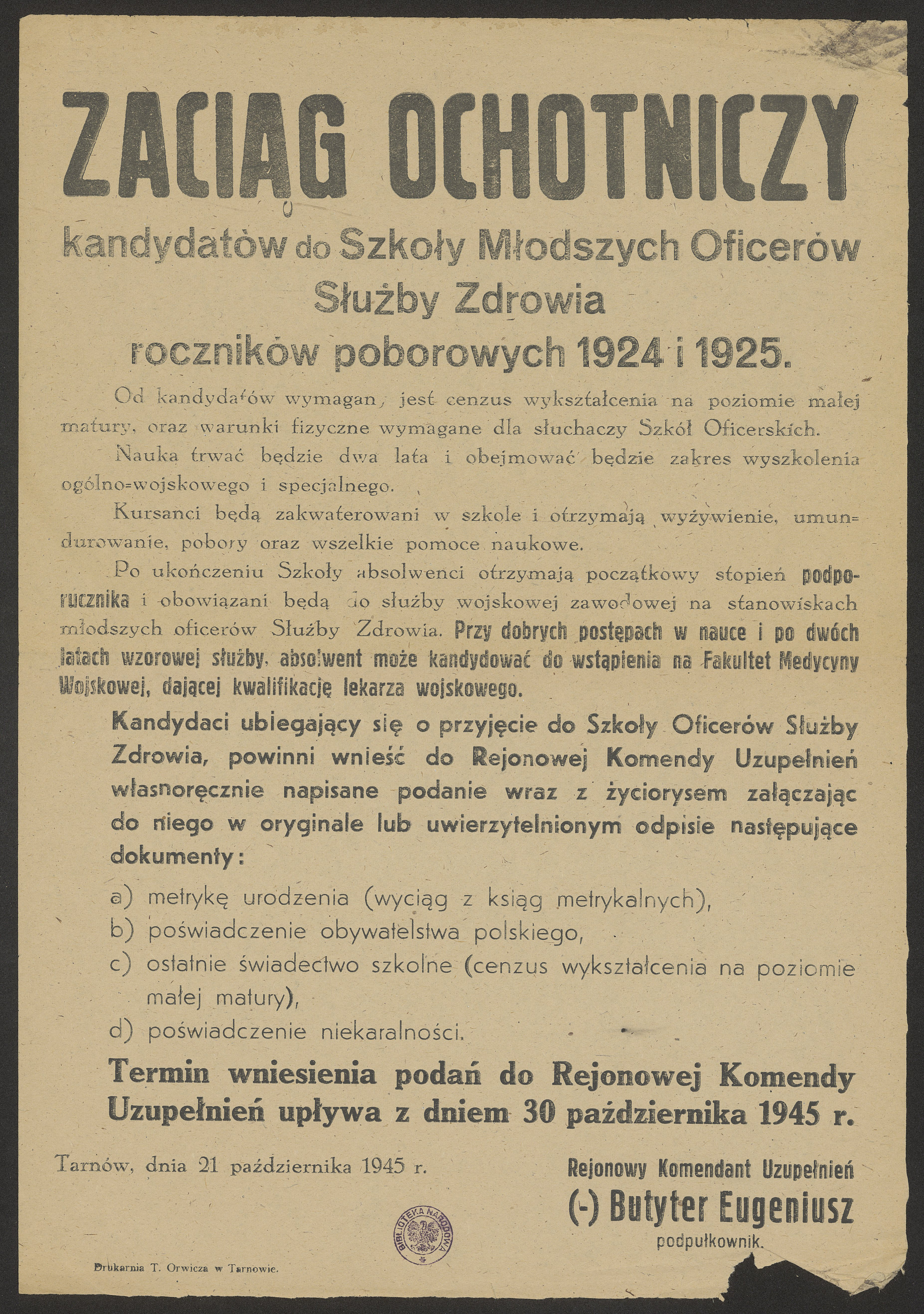
odezwa RKU w Tarnowie z 1945 roku sygnowana przez ppłk. Butytera

Po powrocie do Polski zgłosił się 8 maja 1945 roku do Komisji Rejestracyjnej w Krakowie i podjął służbę wojskową. Rozkazem z mocą wsteczną od czerwca 1944 został awansowany na podpułkownika. Wkrótce objął funkcję komendanta Rejonowej Komendy Uzupełnień i komendanta garnizonu w Tarnowie. Od 1946 roku pracował w Wydziale Mobilizacji, Organizacji i Uzupełnienia w Dowództwie Okręgu Wojskowego w Krakowie.
Na fali czystek w wojsku przeniesiony w stan spoczynku z dniem 25 marca 1947 roku bez przyznania emerytury. Po zwolnieniu z wojska, żyjąc w skrajnie trudnych warunkach materialnych, pracował jako księgowy w rzeszowskim Caritasie.
Zmarł w 1966 roku i został pochowany na cmentarzu Pobitno w Rzeszowie. Obecnie prochy ppłk. Butytera spoczywają na cmentarzu parafialnym w Raciborsku w grobowcu rodzinnym.

### Rodzina
W 1919 roku poślubił w Sanoku Janinę z domu Wojtowicz, z którą miał trzy córki – Irenę, Marię i Barbarę.

## Awanse
- chorąży – 1912[9]
- podporucznik (Leutnant) – 1914[10]
- porucznik (Oberleutnant) – 1918 (ze starszeństwem od 1 lipca 1915)
- kapitan –1920
- major – 1928[11]
- podpułkownik – 10 sierpnia 1945 (ze starszeństwem od 1 czerwca 1944)

## Ordery i odznaczenia
- Złoty Krzyż Zasługi – 10 listopada 1938 „za zasługi w służbie wojskowej”[12]